# Astragal (Film)
Astragal ist ein französisch-deutsches Filmdrama von Guy Casaril mit Horst Buchholz und Marlène Jobert in den Hauptrollen. Dem Film liegt der 1965 veröffentlichte Roman L’Astragale von Albertine Sarrazin zugrunde.

## Handlung
Die einsitzende 19-jährige Diebin Anne bricht aus dem Gefängnis von Amiens aus. Sie plant, bei einer Freundin unterzukommen. Beim Sprung von der Mauer verletzt Anne sich jedoch stark: Sie bricht sich einen Teil ihres Knöchels am linken Bein, den Astragalus, auch als Fußwurzelknochen bekannt. Der junge Ganove Julien, selbst aus dem Gefängnis entlassen, liest sie auf und nimmt Anne erst einmal zu sich. Doch ihre Verletzung will nicht heilen, und die Schmerzen werden immer schlimmer. Bald wird Anne seine Geliebte, doch ihre Liebe steht auf tönernen Füßen. Sie machen Liebe bei jeder Gelegenheit, unternehmen einen Ausflug ans Meer.
Einerseits fühlt sich Anne zu ihm hingezogen, andererseits will sie nicht ihre Freiheit verlieren. Auch Annes lesbisches Experiment führt nicht weiter. Julien vernachlässigt sie in zunehmendem Maße und wirkt zunehmend desinteressiert oder doch zumindest müde. Als der Kleingangster mal wieder verhaftet wird, steht Anne plötzlich allein da. Da sie nicht mehr weiter weiß und dringend Geld benötigt, gibt sie sich schließlich der Prostitution hin und geht, wie schon zuvor, auf kleine Raubzüge, um eines Tages für ihr kleines Glück mit Julien genügend Geld beiseite geschafft zu haben.

## Produktionsnotizen
Die Dreharbeiten zu Astragal begannen am 17. Juli 1968 und endeten im September desselben Jahres. Gedreht wurde in Paris und in den Studios Billancourt. Der Film wurde in Frankreich am 19. Dezember 1968 uraufgeführt. In Deutschland erschien Astragal am 3. April 1969.
Die Filmbauten entwarf Eric Simon, für den Ton war Pierre-Louis Calvet zuständig. Filmproduzent Pierre Braunberger übernahm bei Astragal auch die künstlerische Leitung.

## Kritik
Der Spiegel befand lapidar: „Die Folgen eines Knochenbruchs sind selten abendfüllend.“

„Im Bild realistische, im Dialog phrasenhaft-kitschige Romanverfilmung, die die vorhandenen Ansätze zur sozialkritischen Vertiefung nicht nützt.“